# Abdulaziz Hatem
Abdulaziz Hatem Mohammed Abdullah (arabisch عبد العزيز حاتم محمد عبد الله, DMG ʿAbd al-ʿAzīz Ḥātim Muḥammad ʿAbd Allāh; * 28. Oktober 1990 in Doha) ist ein katarischer Fußballspieler sudanesischer Abstammung.

## Karriere

### Klub
Nach der Reserve spielte er ab 2007 bis 2015 er für die erste von al-Arabi. Danach bis 2019 bei al-Gharafa und seitdem steht er bei al-Rayyan unter Vertrag.

### Nationalmannschaft
Sein Debüt für die A-Nationalmannschaft hatte er am 30. Dezember 2009 bei einer 0:1-Freundschaftsspielniederlage gegen Nordkorea.
Einiges an Bekanntheit bekam er während der Qualifikation für die Olympischen Spiele 2012, als er in der ab Ende September 2011 ausgespielten Gruppenphase der AFC in den Gruppenspielen jeweils zwei gelbe Karten ansammelte. Damit wäre er beim nächsten Spiel gesperrt gewesen. Trotzdem wurde er beim nächsten Gruppenspiel gegen den Oman eingesetzt, welches schließlich mit 1:1 endete. Gewertet wurde es von der FIFA aufgrund des nicht berechtigten Einsatzes von Hatem jedoch mit einer 0:3-Niederlage für Katar. So kam es auch schlussendlich dazu, dass Katar aufgrund dieser Wertung nur auf dem dritten Platz der Gruppe landete und somit die nächste Qualifikationsrunde verpasste.
Seine nächsten Einsätze waren danach nebst einigen Freundschaftsspielen zuerst beim Golfpokal 2013 und später bei der Westasienmeisterschaft 2013, welche er mit seiner Mannschaft anschließend auch gewann. Gleiches galt auch für den Golfpokal 2014. Schließlich war er auch im Kader bei der Asienmeisterschaft 2015, wo seine Mannschaft aber keinen einzigen Punkt einfahren konnte.
Nach einigen weiteren Freundschaftsspielen, stand er auch im Kader der Asienmeisterschaft 2019, welches sein Team gewann und spielte auch bei der Copa América 2019 und dem Golfpokal 2019 mit. Später spielte er auch mit der Mannschaft beim Gold Cup 2021 und erreichte mit dieser beim FIFA-Arabien-Pokal 2021 den dritten Platz.